# 奧克波因特 (伊利諾伊州)
奧克波因特（英語：Oak Point）是位於美國伊利諾伊州克拉克縣的一個非建制地區。該地的面積和人口皆未知。

## 地理
奧克波因特的座標為39°12′40″N 87°58′34″W / 39.21111°N 87.97611°W，而該地的平均海拔高度為179米（即587英尺）。